# Dicranomyia marmorata
Dicranomyia marmorata là một loài ruồi trong họ Limoniidae. Chúng phân bố ở miền Tân bắc.